# Fem Petraeus
 (janvier 2019).
Fem Petraeus, née le 20 juillet 1980 aux Pays-Bas, est une actrice néerlandaise.

## Filmographie

### Cinéma
- 1994 : Onderweg naar Morgen : Ariël Visser
- 2005 : The Driving Test de Tallulah H. Schwab : Le candidat à l'examen[2]
- 2007 : Van Speijk : Anja van Ommen
- 2008 : De Muze (nl) de Ben van Lieshout[3]
- 2009 : De co-assistent (nl) : Jara Lodeizen
- 2012 : Achtste-groepers huilen niet (nl) : L’infirmière numéro 1
- 2013 : Finn (nl) : Treintje Akker
- 2015 : Bon Bini Holland (nl) de Jelle de Jonge : La réceptionniste[4]
- 2015 : Beste Vrienden (nl)[Lequel ?] : Lisa